# Trubbkornsnicka
Trubbkornsnicka (Pohlia bulbifera) är en bladmossart som beskrevs av Warnstorf 1904. Trubbkornsnicka ingår i släktet nickmossor, och familjen Bryaceae. Arten är reproducerande i Sverige. Inga underarter finns listade i Catalogue of Life.